# Cacciatore di teste
Cacciatore di teste (Le Couperet) è un film del 2005 diretto da Costa-Gavras, basato sul romanzo The Ax di Donald E. Westlake.

## Trama
Bruno Davert è un manager del settore della carta di mezza età che ha perso il lavoro a causa di una ristrutturazione e delocalizzazione della sua azienda. Convinto di trovare immediatamente un altro lavoro all'altezza del suo curriculum, dopo oltre due anni di ricerche si ritrova ancora disoccupato. Decide così di mettere in atto un piano destinato a restituirgli il lavoro presso la principale azienda del settore, la Arcadia. Il piano consiste nell'eliminazione fisica di tutti i suoi principali concorrenti, altri manager che come lui hanno perso il posto e vivono di espedienti partecipando ad umilianti colloqui di lavoro.